# 유병무
유병무(劉炳武, 1938년 11월 27일 ~ 2020년 2월 21일)는 대한민국의 동요 작곡가, 합창지휘자이다. 본관은 거창(居昌). 코리아 남성 합창단을 창설하였고 지휘자로 오랜기간 활동하였다. 세계적인 소프라노 조수미와 소프라노 신영옥의 어린시절부터 성인이 되기전까지 성악을 가르친 은사이기도 하다.
'별보며 달보며', '즐거운 노래', '악기놀이'등 을 작곡하였다.

## 생애
KBS 어린이 합창단, 숭의 여전 글리클럽, 리틀엔젤스 합창단, 한국 남성 합창단, 광주 시립 합창단, 코리안 남성 합창단의 지휘자로써 오랜시간을 활동하였다. 한국 합창계, 특히 남성 합창단의 대표적인 지휘자이다. 조수미, 신영옥, 김수연, 박종호 등 유명 성악가들을 길러낸 성악 부문의 교육자이다.

## 학력
- 진주고등학교 졸업
- 부산대학교 사범대학 음악교육과 졸업 (1960)
- 경희대학교 음악대학 작곡과 졸업 (1977)
- 경희대학교 음악대학원 작곡과 졸업 (1979)[4]
- 미국 인디아나 주립대학 음악대학 합창과정 수료, 헝가리 코다이 음악원 합창과정 디플롬
- 故고태국(성악), 故김동진(작곡)을 사사

## 경력
- 혜림고아원합창단 지휘자 역임 (1960 ~ 1965)
- KBS어린이합창단 지휘자 역임 (1965 ~ 1971)
- 숭의여전 글리클럽 지휘자 역임 (1970 ~ 1972)
- KBS 누가누가 잘하나 심사위원 역임
- 리틀엔젤스 합창단 지휘자 역임 (1971 ~ 1974)
- 숭의여자전문대학 전임교수 역임 (1970 ~ 1972)
- 선화예술중,고등학교 음악부장 역임 (1974 ~ 1998)
- 공덕교회,동신교회,향린교회,예닮교회 성가대 지휘자 역임
- 서울대학교 음악대학 합창강의 (1983 ~ 1995)
- 경희대학교 음악대학 합창강의 (1980 ~ 1982)
- 한양대학교 음악대학 합창강의 (1979 ~ 1980)
- 서울여자대학교 음악대학 합창강의
- 한국남성합창단 상임 지휘자 역임 (1969 ~ 1998)
- 광주시립합창단 상임 지휘자 역임 (2002 ~ 2006)
- 한국 남성합창 총연합회 이사장 역임 (1993 ~ 1995)
- 바르톡 국제합창콩쿠르 심사위원 역임 (헝가리)
- 러시아 하바롭스크 예술대학 객원교수
- 핸델 오라토리오 메시아 지휘 : 교회연합 성가대, 서울시립교향악단 (세종문화화관 대강당)
- 2002년 제2회 부산 세계합창올림픽 예술위원장 역임[5]
- 객원지휘 : KBS교향악단(1974), 서울시립교향악단(1980), 서울아카데미오케스트라(1994), 서울심포니(1996~1997), 러시아필하모니(1996), 루마니아 블랙 심포니(1997), 불가리아바르나심포니(1997), 폴란드쇼팽오케스트라(1997), 불가리아소피아스테이심포니(1998), 국립합창단(1982,1999), 대구남성합창단 (1996), 부천시립합창단, 울산시립합창단, 울산시립합창단, 일본도쿄리더타펠1925 (1998)
- 코리아남성합창단 음악감독 및 상임지휘자 (2000~ 현재)
- 세계어린이합창연맹 고문
- 한국 코다이협회 회장
- 한국 합창지휘자협회 이사장
- 동경 리더타펠 남성합창단 1925 명예지휘자
- 예닮장로교회 성가대 지휘자

## 수상 경력
- 제3회 한국아동음악상 본상 (1980)
- 제3회 한국합창대상
- 제21회 서울음악대상 (한국음악평론가협회 주최 세종문화회관 세종홀 2005.7.7)[6]

## 주요 작품
- 별보며 달보며 (작곡:유병무, 작사:유성윤)
- 나무를 심자 (작곡:유병무, 작사: 윤석중)
- 세계 어린이해의 노래 (작곡:유병무, 작사: 윤석중)
- 즐거운 노래 (작곡: 유병무, 작사: 유병무)
- 악기놀이 (작곡: 유병무, 작사: 유병무)
- 숲의 요들, 천사의 요들 (작사:유병무)
- 선화예술중학교, 선화예술고등학교 교가 작곡 (작곡:유병무 작사:박보희)

## 역서 및 편저
- 세광여성합창곡집 (1973)[7]
- 세광남성합창곡집 (1978)[8]
- 쿠르트 토마스의 합창지휘교본 1,2,3 (1983) (번역:유병무)
- 현대혼성합창곡집 (1997)

## 대표적인 제자
- 리틀엔젤스, 선화예술중,고등학교에서 재직할 당시 성악코치로써 수많은 성악가를 길러냈다.
  - 조수미 :세계적인 성악가인 조수미는 초등학교시절 KBS 누가누가 잘하나에서 심사위원과 대상수상자의 인연으로 선화예술중,고등학교에서 유병무를 사사.[9]
  - 신영옥: 세계적인 성악가인 신영옥은 초등학생이었던 리틀엔젤스 단원시절부터 선화예술중,고등학교를 거쳐 줄리아드로 유학하기전까지 유병무를 사사.[10]
  - 박종호 : 국내를 대표하는 가스펠 가수인 박종호는 선화예술고등학교 재학 중에 유병무를 사사.
  - 김수연 : 2011년 TV 오페라스타의 멘토로 출연해서 대중들에게 널리 알려진 소프라노 김수연은 선화예술고등학교 재학 중 유병무를 사사
  - 소프라노 곽현주, 박희 등 그 외에도 수많은 성악가들이 유병무를 사사하였다.

## 유병무 헌정 음악회
- 2010년 2월17일 7시에 유니버설 아트센터에서 열린 이 음악회에는 코리아남성합창단,한국남성합창단, 리틀엔젤스, 성악가 전기홍, 박흥우,김수연이 출연하였다.[11]